# Prosper (Texas)
Prosper ist eine Stadt im Collin County und im Denton County im Bundesstaat Texas der Vereinigten Staaten. Das U.S. Census Bureau hat bei der Volkszählung 2020 eine Einwohnerzahl von 30.174 ermittelt.

## Geografie
Die Stadt liegt im Nordosten von Texas am Highway 289, ist im Norden etwa 70 Kilometer von Oklahoma entfernt und hat eine Gesamtfläche von 12,8 km².

## Geschichte
Gegründet wurde die Stadt 1902 als Eisenbahnstation von der St. Louis, San Francisco and Texas Railway.

## Demografische Daten

### Census 2010
Nach der Volkszählung im Jahr 2010 lebten hier 9423 Menschen in 2990 Haushalten und 2544 Familien. Die Bevölkerungsdichte betrug 161,1 Einwohner pro km². Ethnisch betrachtet setzte sich die Bevölkerung zusammen aus 87,1 % weißer Bevölkerung, 5,3 % Afroamerikanern, 1,9 % Asiaten, 0,6 % amerikanischen Ureinwohnern und 2,8 % aus anderen ethnischen Gruppen. Etwa 2,4 % waren gemischter Abstammung und 10,8 % der Gesamtbevölkerung waren spanischer oder lateinamerikanischer Abstammung.
Von den 2990 Haushalten hatten 55,6 % Kinder unter 18 Jahre, die im Haushalt lebten. 75,2 % davon waren verheiratete, zusammenlebende Paare. 4,7 % waren allein erziehende Mütter und 14,9 % waren keine Familien. 9,9 % aller Haushalte waren Singlehaushalte und in 12,2 % lebten Menschen, die 65 Jahre oder älter waren. Die Durchschnittshaushaltsgröße betrug 3,15 und die durchschnittliche Größe einer Familie belief sich auf 3,44 Personen.
35,9 % der Bevölkerung waren unter 18 Jahre alt, 4,8 % von 18 bis 24, 30,4 % von 25 bis 44, 23,6 % von 45 bis 64, und 5,3 % die 65 Jahre oder älter waren. Das Medianalter lag bei 34,5 Jahren. 49,7 % der Einwohner waren männlich und 50,3 % weiblich.
Prosper wächst den späten 2000ern sehr rasch, für das Jahr 2018 wird die Einwohnerzahl der Stadt bereits auf 22.358 Menschen geschätzt.

### Census 2000
Nach der Volkszählung im Jahr 2000 lebten hier 2.097 Menschen in 678 Haushalten und 589 Familien. Die Bevölkerungsdichte betrug 163,6 Einwohner pro km². Ethnisch betrachtet setzte sich die Bevölkerung zusammen aus 92,23 % weißer Bevölkerung, 0,29 % Afroamerikanern, 0,62 % amerikanischen Ureinwohnern, 0,38 % Asiaten und 5,15 % aus anderen ethnischen Gruppen. Etwa 1,34 % waren gemischter Abstammung und 19,17 % der Bevölkerung waren spanischer oder lateinamerikanischer Abstammung.

Das jährliche Durchschnittseinkommen eines Haushalts betrug 64.063 USD, das Durchschnittseinkommen einer Familie 68.542 USD. Männer hatten ein Durchschnittseinkommen von 50.223 USD gegenüber den Frauen mit 35.707 USD. Das Prokopfeinkommen betrug 25.672 USD. 7,5 % der Bevölkerung und 6,1 % der Familien lebten unterhalb der Armutsgrenze. Davon waren 9,4 % Kinder und Jugendliche unter 18 Jahren und 10,3 % waren 65 oder älter.

## Sohn der Stadt
- Davis Webb (* 1995), American-Football-Spieler